# 송문기
송문기 박사 (영어: Moon K. Song, 송문기 박사, 1931년 7월 9일 ~ )는 재미교포 과학자로서 현재 미재향군인회 병원에서 수석연구원으로 근무하고 있는 인물이다. 현재 아연을 통한 당뇨치료에 대한 연구를 하고 있으며, 한국에는 주식회사 노브메타파마의 자문위원으로서 당뇨치료 연구를 개진하고 있다.

## 생애

### 한국에서의 삶
대한민국 대전광역시 용전동에서 한 양조회사의 자녀로 태어난 그는 매우 부유한 생활을 영위하였다. 삼성초등학교에서 수학 한 뒤 9세가 되던 해인 1940년 10월 자신의 형과 함께 서울로 이사하였다. 이후 교동초등학교로 전학하였다. 이후 성장기에 놓였던 그는 단순히 배가 고프다는 이유로 농업중학교에 진학하기로 결심, 경기농업중학교에 지원하였으나 당시 건강이 좋지 못하여 진학에 실패하였다. 태평양전쟁 이후 가정사정이 악화가 되기 시작하였고 사립중학교 입학을 포기하고 2년 단기 중학교에 진학, 14세가 되던 해 광복을 맞이하였다.
광복이후 미군정이 들어서자 주한미군들의 풍요로운 삶을 보고 난 이후 28세가 되었던 1959년 단돈 30달러만을 들고서 미국 하와이에 도미(渡美)하였다.

### 미국에서의 삶
미국에서 살고 있는 증조모의 도움을 받아 하와이대학교에 진학한 그는 기술과학과 화학전공을 거쳐 하와이 대학교에서 분석화학전공 석사 과정을 거친 뒤, 다양한 학문을 연구하면서  아연이 당뇨치료와 인슐린저항성 영향을 준다는 것을 이용, 이를 이용하여 아연을 새롭게 합성한 물질을 내놓았고 1995년 뉴트라슈티컬인 프로지를 개발하여 내놓은 이후 여러번의 개량을 거쳐 지금까지 이어져 오고 있다.

## 주요 경력 및 학위
1960년~1964년 하와이대학교, 기술과학과 화학전공 학사과정

1964년~1966년 하와이대학교, 기술과학과 분석화학전공 석사과정

1969년~1972년 인디애나 대학교 의과대 분자유전학 전공, 박사과정

1973년~1974년 인디애나 대학교 의과대 분자유전학 전공, 박사후기과정

1974년~1982년 美 재향군인병원 화학연구원

1980년~1987년 UCLA의과대학교 소아과 생화학주임연구원

1983년~1994년 美  VAGLA HealthCare System, CA 무기물 이동연구 실험실 실장

1994년~1997년 美 국가 보훈처 산하 병원 연구원

1995년~1996년 해외고급 과학두뇌 초빙활용 사업, 한국과학기술대학교 생물과학과

1997년~2006 Research Scientist (WOC), VAGLA HealthCare System, CA

2006년~2012 Research professor, UCLA School of Medicine

## 방송 출연
2014년 KBS 아침마당 <목요특강> 당뇨정복! 40년의 도전 송문기 박사

2013년 KBS 아침마당 화요초대석 당뇨연구 40년 인생 송문기

## 주요논문
1. Relationship between zinc and prostaglandin metabolisms in plasma and small intestine of rats.(1985, American Journal of Clinical Nutrition)

2. High-performance InGaAs/InP avalanche photodiode for a 2.5 Gb s -1 optical receiver (1995, Optical and Quantum Electronics)

3. Anti-hyperglycemic activity of zinc plus cyclo (his-pro) in genetically diabetic Goto-Kakizaki and aged rats.(2004, Experimental Biology and Medicine)

4. Brainstem thyrotropin-releasing hormone regulates food intake through vagal-dependent cholinergic stimulation of ghrelin secretion. (2007, Endocrinology)

5. Body weight reduction in rats by oral treatment with zinc plus cyclo-(His-Pro). (2009, British Journal of Pharmacolog)

6. 장기내에서 Zinc의 이동 메캐니즘 (1990, 생화학분자생물학회)

## 관련기사
1. 아연흡수 촉진 당뇨병 치료 과기원 송문기 교수 새의약품개발 매일경제신문 (1995.09.17)
2. 부작용 없는 당뇨치료 신약 개발 눈앞 헤럴드경제 (2012.02.01)

## 같이 보기
- 당뇨
- UCLA
- 재미교포